# Best of Barbados 1994-2004
Best of Barbados 1994-2004, släppt 26 januari 2005, är ett samlingsalbum av det svenska dansbandet Barbados.

## Låtlista
1. Kom hem
2. Hold Me
3. Nu kommer flickorna
4. Belinda
5. Se mig
6. Vi kan nå himlen
7. Allting i din hand
8. Ung och vild
9. Innan vi skiljs ikväll
10. Blå horisont
11. Kissin' in the Backrow of the Movies
12. Hela himlen
13. Hur kan man älska någon så
14. Having a Party
15. Din hemlighet
16. Kvinnornas man
17. Bilder av dig (när kylan tar tag) (That's Why You Go Away)
18. Vi är eld
19. Natten kommer
20. Susanna
21. Just nu
22. Världen utanför
23. Grand Hotel
24. Bye Bye Dreamer
25. Någon att älska
26. Visa mig hur man går hem
27. Rosalita
28. Det börjar idag
29. Pojkarna i poolen
30. Allt som jag ser
31. Bye Bye
32. Ditt öde
33. Har aldrig sett så mycket tårar
34. Mariann från Tylösand
35. The One that You Need
36. Keep On
37. Stanna här hos mig
38. Boogie Red
39. The Lion Sleeps Tonight (Wimoweh)
40. Prettiest Woman
41. Tuff lust
42. Every Step of the Way
43. Jag ger dig allt du vill ha (bonusspår)

## Listplaceringar
| Lista (2005) | Topplacering |
| ------------ | ------------ |
| Sverige      | 7            |